# Scarus ferrugineus
Scarus ferrugineus là một loài cá biển thuộc chi Scarus trong họ Cá mó. Loài này được mô tả lần đầu tiên vào năm 1775.

## Từ nguyên
Tính từ định danh của loài trong tiếng Latinh có nghĩa là "có màu gỉ sét", hàm ý đề cập đến màu nâu đỏ của cá con và cá cái.

## Phạm vi phân bố và môi trường sống
S. ferrugineus có phạm vi phân bố từ Biển Đỏ trải dài về phía nam đến Somalia, băng qua bờ biển Yemen và Oman ở phía đông, ngược lên phía bắc đến vịnh Ba Tư (trừ vùng biển phía bắc của vịnh).
S. ferrugineus sống gần các rạn san hô ở độ sâu đến ít nhất là 60 m.

## Mô tả
S. ferrugineus có chiều dài cơ thể tối đa được biết đến là 41 cm. Vây đuôi bo tròn hoặc cụt ở cá cái, hai thùy đuôi ở cá đực phát triển dài hơn tạo thành hình lưỡi liềm. Cá đực còn có thêm răng nanh ở phía sau phiến răng của hàm trên (có thể không có ở nhiều cá thể đực); phiến răng của hai giới có màu xanh lục lam.
Cá cái có màu nâu đỏ đến nâu đơn sắc với các dải sọc nâu sẫm ở hai bên thân, trừ cuống và vây đuôi màu vàng tươi. Cá đực có màu sắc sặc sỡ: màu xanh lục lam, vảy có viền màu hồng, chuyển thành vàng lục ở đỉnh đầu và thân trước (thường lấm chấm xanh lục) cũng như cuống đuôi. Rìa môi trên có vệt sọc hồng. Một vùng màu xanh lục lam từ mắt lan rộng ra mõm và xuống dưới cằm. Vùng trước mắt có màu tím, lốm đốm nhiều vệt xanh. Hai bên thân thường có một dải sọc màu xanh lam sáng. Vây đuôi màu xanh lam tím. Cá con có các dải sọc ngang màu trắng và nâu xen kẽ, đuôi vàng như cá cái.
Số gai vây lưng: 9; Số tia vây ở vây lưng: 10; Số gai vây hậu môn: 3; Số tia vây ở vây hậu môn: 9; Số tia vây ở vây ngực: 15.
S. ferrugineus là một loài chị em với Scarus persicus. Cá cái của hai loài rất khó phân biệt.

## Sinh thái học
Thức ăn của S. ferrugineus chủ yếu là tảo. Lượng thức ăn mà S. ferrugineus tiêu thụ thay đổi theo mùa và còn phụ thuộc vào các yếu tố xác định như nhiệt độ môi trường, kích thước cơ thể và diện tích lãnh thổ. S. ferrugineus đực có thể sống theo chế độ hậu cung, gồm nhiều con cái cùng sống trong lãnh thổ của nó.
S. ferrugineus là một loài lưỡng tính tiền nữ, tức cá đực là từ cá cái chuyển đổi giới tính mà thành. Sinh sản theo cặp và theo nhóm đều được quan sát ở chúng. Tuổi thọ tối đa được ghi nhận ở loài này là 15 năm tuổi.

## Thương mại
S. ferrugineus được đánh bắt và tiêu thụ chủ yếu tại địa phương.